# 波韋尼爾 (烏拉圭)
32°23′38″S 57°58′4″W / 32.39389°S 57.96778°W
波韋尼爾（西班牙語：Porvenir），是烏拉圭的城鎮，位於該國西部，由派桑杜省負責管轄，距離首府派桑杜14公里，始建於1903年7月15日，海拔高度60米，主要農產品有黃豆、向日葵和大麥，2011年人口1,159。